# Dif Juz
I Dif Juz sono stati un gruppo musicale strumentale inglese post-punk, formatosi a Londra nel 1980 e attivo fino al 1986. Il nome Dif Juz si pronuncia come il termine inglese "Diffuse".

## Storia
Il gruppo nasce per iniziativa dei fratelli Alan (Duran Duran) e Dave Curtis, ai quali si aggiungono il bassista Gary Bromley e il sassofonista e batterista Richie Thomas. Il nome iniziale del gruppo fu London Pride. Con questo nome suonavano punk e tengono dei concerti a supporto di The Birthday Party e Jah Wooble.
I primi pezzi vengono incisi nel 1981 e sono Huremics e Vibrating Air. Nel 1983 viene pubblicato l'EP Who Says So. Nel 1985 viene pubblicato l'LP Extractions (4AD). In questo album, che ha raggiunto un ottimo successo in Inghilterra, collabora Elizabeth Fraser dei Cocteau Twins (in Love Insane) e anche il chitarrista dello stesso gruppo, Robin Guthrie, è coproduttore.
Nel 1985 il gruppo intraprende un tour con i Cocteau Twins. L'anno seguente viene pubblicato Out of the Trees, un mini-CD che contiene i primi due EP con versioni alternative e diverso missaggio.
Dopo di ciò il gruppo si scioglie e i diversi componenti intraprendono strade differenti: Dave Curtis entra nei The Wolfgang Press e collabora con This Mortal Coil e altre band. Richie Thomas lavora con The Jesus and Mary Chain, Butterfly Child, Moose, Cocteau Twins e April March.
Nel 1999 una canzone dei Dif Juz viene inserita nella compilation Soundpool.

## Discografia

### Album
- 1983 - Time Clock Turn Back
- 1983 - Who Says So?
- 1985 - Extractions

### EP
- 1981 - Huremics
- 1981 - Vibrating Air